# Greyhound (Schiff, 1936)
HMS Greyhound (H05) war einer der acht Zerstörer der G-Klasse der britischen Royal Navy. Im Zweiten Weltkrieg wurde der Zerstörer mit den Battle Honours „Atlantic 1939“, „Norway 1940“, „Dunkirk 1940“, „Spartivento 1940“, „Matapan 1941“, „Crete 1941“, „Libya 1941“, „Malta Convoys 1941“ und „Mediterranean 1941“ ausgezeichnet.
Der Zerstörer wurde am 22. Mai 1941 nahe Kreta durch die Luftwaffe versenkt.

## Geschichte des Schiffs
Das Schiff lief am 15. August 1935 als Teil einer Klasse von acht Zerstörern bei Vickers-Armstrong in Barrow-in-Furness, Cumbria, vom Stapel. In Dienst gestellt wurde es am 31. Januar 1936.
Der Zerstörer wurde zunächst gemeinsam mit der Mehrzahl seiner Schwesterschiffe in der 1. Zerstörerflottille in den Gewässern rund um die britischen Inseln eingesetzt. Zu seinen Aufgaben nach Kriegsbeginn gehörte insbesondere die Sicherung von Geleitzügen und Kriegsschiffen in den Gewässern rund um die Britischen Inseln.
HMS Greyhound nahm im November 1939 an der Bergung von Überlebenden des versenkten niederländischen Passagierschiffs Simon Bolivar und im April/Mai 1940 an den Einsätzen während des Feldzuges in Norwegen im Zusammenhang mit der Landung deutscher Truppen dort (Unternehmen Weserübung) teil.
Ende Mai/Anfang Juni 1940 wurde Greyhound gemeinsam mit vielen anderen Schiffen bei der Evakuierung der um Dünkirchen eingekesselten alliierten Truppen (Operation Dynamo) eingesetzt. Am 29. Mai 1940 erhielt das Schiff von deutschen Küstenbatterien Treffer in den Maschinenraum, konnte jedoch mit Hilfe des polnischen Zerstörers ORP Błyskawica in Dover anlaufen.
Ab Juli 1940 war der Zerstörer als Teil der 8. Zerstörerflottille der Force H in Gibraltar zugeordnet. Im September 1940 wurde das Schiff bei dem gescheiterten Versuch, Dakar zu besetzen (Operation Menace), eingesetzt; in einem Gefecht gelang es allerdings, gemeinsam mit dem Schweren Kreuzer Australia den französischen Großzerstörer L'Audacieux so schwer zu beschädigen, dass dieser auf Strand gesetzt werden musste, um ein Sinken zu verhindern.
Als das italienische U-Boot Bianchi Anfang November 1940 versuchte, durch die Meerenge von Gibraltar in den Atlantik zu gelangen, konnte HMS Greyhound es durch Wasserbomben so schwer beschädigen, dass das U-Boot Tanger als Nothafen anlaufen musste. Im Laufe des Monats wurde der Zerstörer dann zur Mittelmeerflotte mit dem Hauptstützpunkt Alexandria transferiert. Dort wurde er der 14. Zerstörerflottille zugeordnet.

Bei den weiteren großen Operationen des Jahres, dem Angriff auf Tarent und der Seeschlacht bei Kap Teulada, deckte Greyhound Kreuzer und Schlachtschiffe der Royal Navy.
Anfang 1941 nahm der Zerstörer als Eskorte an einem der Malta-Geleitzüge teil. In der Folgezeit gelang es dem Zerstörer am 19. Januar 1941, das italienische U-Boot Neghelli zu versenken, das zuvor einen Frachter aus einem Piräus-Geleit torpediert hatte.
Vom 20. bis zum 22. Januar verlegte die Greyhound mit den Zerstörern Jervis, Juno und Janus in Höchstfahrt von Alexandria über die Suda-Bucht nach Malta, um von dort den durch die Luftwaffe schwerbeschädigten Flugzeugträger Illustrious vom 23. bis zum 25. nach Alexandria zu begleiten, nachdem das Arsenal Malta die Schäden behelfsmäßig so weit behoben hatte, dass der Träger 24 kn laufen und wieder gesteuert werden konnte. 

Einen weiteren Erfolg erzielte das Schiff am 6. März 1941, als es ihm gelang, das U-Boot Anfitrite zu versenken, das zuvor versucht hatte, östlich von Kreta einen britischen Konvoi anzugreifen. Ende März 1941 nahm Greyhound an der Schlacht bei Kap Matapan teil. Bei der Evakuierung des griechischen Festlandes im April 1941 (Operation Demon) und in den folgenden Wochen war das Schiff im Dauereinsatz.

### Das Ende derGreyhound
In der Frühphase der Luftlandeschlacht um Kreta gehörte der Zerstörer zu einem Verband um das Schlachtschiff Warspite, der als Deckung für eine Kreuzergruppe ausgelaufen war, die deutsche Landungen auf der Insel von See her verhindern sollte. Am 22. Mai 1941 wurde das Geschwader im Kytherakanal von deutschen Bomberverbänden angegriffen. Dabei wurde HMS Greyhound von Ju-87-Sturzkampfbombern getroffen und versenkt.